# St. Georg (Schwickershausen)

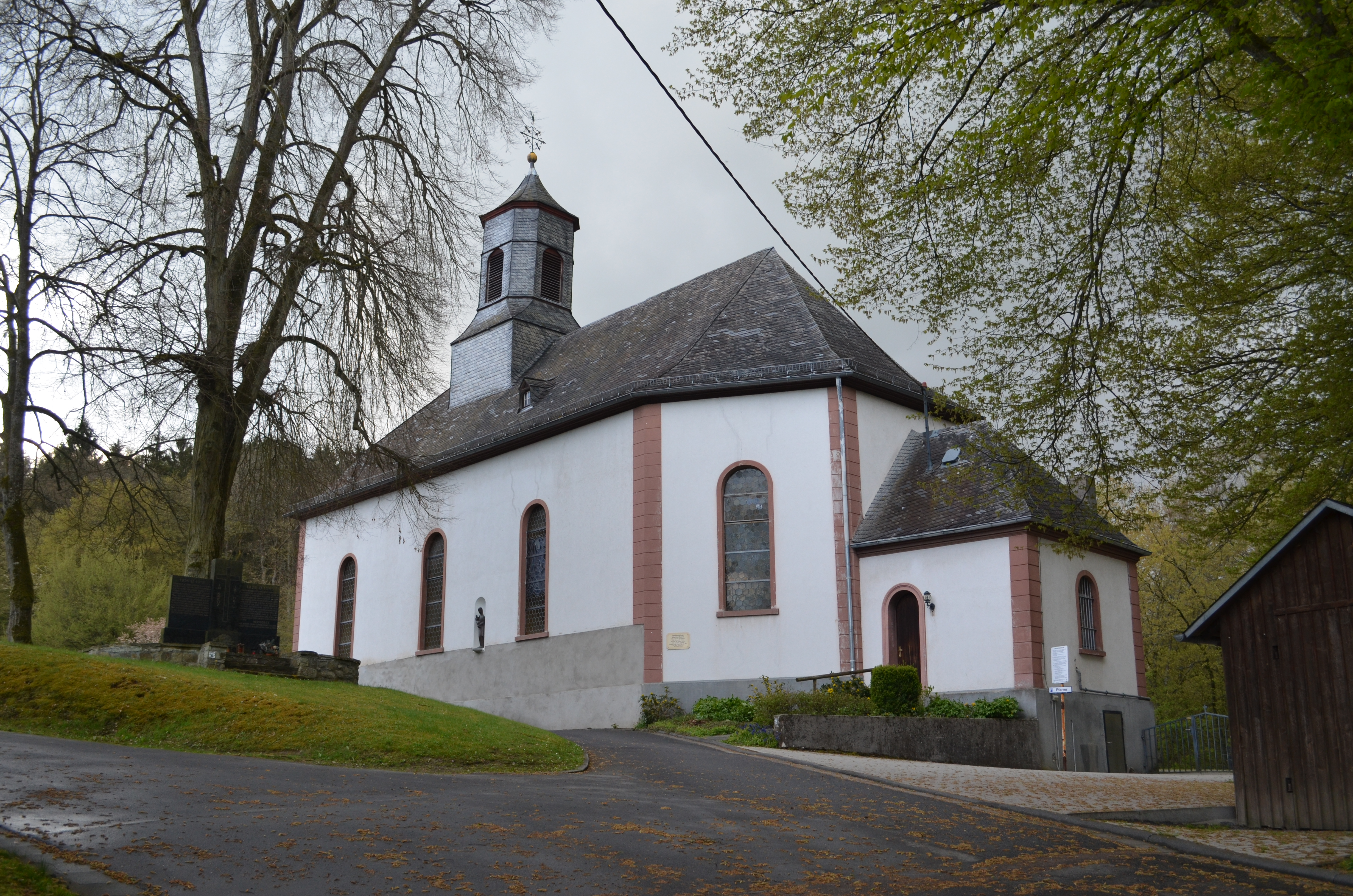
St. Georg (Schwickershausen)

Die römisch-katholische Filialkirche St. Georg ist ein denkmalgeschütztes Kirchengebäude, das in Schwickershausen steht, einem Ortsteil von Bad Camberg im Landkreis Limburg-Weilburg (Hessen). Die Kirche gehört zur Pfarrei St. Peter und Paul im Kirchenbezirk Limburg des Bistums Limburg.

## Beschreibung
Seit dem 14. Jahrhundert ist eine Kapelle bezeugt. Die 1787 gebaute Saalkirche hat eine kleine Sakristei am dreiseitig schließenden Chor. Aus dem Satteldach des Kirchenschiffs erhebt sich ein quadratischer Dachreiter, auf dem eine achtseitige Haube sitzt. 1965 wurde das Kirchenschiff erweitert und es erhielt eine neue Fassade unter dem Krüppelwalm. Der vollständig erneuerte Innenraum ist mit einer Flachdecke überspannt. Auf der Empore über dem Eingang steht die Orgel mit 11 Registern, 2 Manualen und Pedal, die 1955 Alfred Führer gebaut hat.